# Derartu Tulu
Derartu Tulu (Bekoji, Etiòpia 1972) és una atleta etíop, ja retirada, guanyadora de tres medalles olímpiques.

## Biografia
Va néxer el 21 de març de 1972 a la ciutat de Bekoji, població situada a la regió d'Arsi.
És cosina de les també atletes i medallistes olímpiques Ejegayehu Dibaba i Tirunesh Dibaba, totes ells especialistes dels 10.000 metres.

## Carrera esportiva
Especialista en curses de llarga distància, camp a través i marató, va participar als 20 anys en els Jocs Olímpics d'Estiu de 1992 celebrats a Barcelona (Catalunya), on va guanyar la medalla d'or en els 10.000 metres, convertint-se en la primera atleta de l'Àfrica subsahariana en aconseguir una medalla olímpica d'or. Gran favorita per revalidar la seva medalla en els Jocs Olímpics d'Estiu de 1996 realitzats a Atlanta (Estats Units), una lesió li impedí estar plenament en forma però amb tot finalitzà quarta, guanyant així un diploma olímpic. En els Jocs Olímpics d'Estiu de 2000 realitzats a Sydney (Austràlia) aconseguí fer-se novament amb la medalla d'or i en els Jocs Olímpics d'Estiu de 2004 realitzats a Atenes (Grècia) aconseguí la medalla de bronze, quedant per darrere de la seva cosina Ejagayehu Dibaba.
Al llarg de la seva carrera ha guanyat dues medalles en el Campionat del Món d'atletisme, una d'elles d'or; tres medalles en el Campionat del Món de camp a través, tres d'elles d'or; quatre medalles d'or en el Campionat d'Àfrica d'atletisme i una d'or en els Jocs Panafricans.
Així mateix, també ha guanyat les proves dels 3.000 metres i 10.000 metres de la Copa del Món d'atletisme del 1992. Especialista en la modalitat de marató, ha guanyat la marató de Londres (2001), Tòquio (2001) i Nova York (2009).